# Sante Ranucci
Pour les articles homonymes, voir Ranucci.
Sante Ranucci (né le 31 octobre 1933 à Montefiascone et mort le 20 mai 2023 à Scandicci) est un coureur cycliste italien. Champion du monde sur route amateur en 1955, Sante Ranucci a été professionnel de 1956 à 1964.

## Palmarès

### Palmarès amateur
- 1954
  - Grand Prix de la ville de Camaiore
- 1955
  -  Champion du monde sur route amateur
  - Coppa Bologna
  - Coppa 29 Martiri di Figline di Prato

### Palmarès professionnel
- 1956
  - 2e de la Flèche wallonne
  - 3e du Week-end ardennais
- 1957
  - 8e de Liège-Bastogne-Liège
- 1958
  - 2e du Tour du Latium

## Résultats sur les grands tours

### Tour d'Italie
5 participations
- 1956 : abandon
- 1957 : abandon
- 1958 : 12e
- 1962 : abandon (14e étape)
- 1963 : 34e

### Tour d'Espagne
- 1959 : non-partant (9e étape)